# Ngebruk (Sumber Pucung)
Ngebruk is een bestuurslaag in het regentschap Malang van de provincie Oost-Java, Indonesië. Ngebruk telt 6330 inwoners (volkstelling 2010).